# Любименко, Инна Ивановна
Инна Ивановна Любименко (1(13) апреля 1878 — 15 января 1959) — российский и советский историк, доктор исторических наук, профессор, специалист по российско-британским отношениям. Она получила степень доктора наук в Париже и регулярно ездила в Лондон и Москву во время своих исследований, публикуя статьи в англоязычных и французских журналах. Она была единственной женщиной, выступившей на Международном конгрессе исторических исследований в Лондоне в 1913 году.
С 1916 года она работала в России в качестве исследователя, архивиста и лектора в государственных учебных заведениях, в частности в Академии наук, историю которой она исследовала и помогала составлять. После выхода на пенсию она написала очерки по истории Санкт-Петербурга.

## Ранняя жизнь и образование

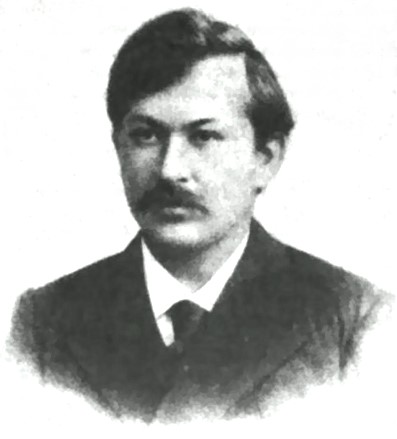
Муж Инны, Любименко В. Н.

Инна Любименко родилась в Санкт-Петербурге 1(13) апреля 1878 года. Её отцом был ботаник Иван Парфеньевич Бородин, а матерью — Александра Григорьевна Перетц. С 1891 года Инна Ивановна обучалась в гимназии княгини А. А. Оболенской. В 1897 году она поступила в Высшие женские (Бестужевские) курсы, занималась западноевропейским средневековьем у И. М. Гревса и Г. В. Форстена.
По совету Гревса в 1905 году она поступила в Парижскую Сорбонну. Написав монографию о Жане Бретонском, графе Ричмонском, Любименко в 1908 году защитила докторскую диссертацию.
Она вышла замуж за выдающегося ботаника и академика Владимира Николаевича Любименко, который работал в Никитском ботаническом саду в Крыму, где некоторое время они жили. В 1905 году он также учился в Сорбонне.

## Карьера
Во время учёбы в Париже Любименко совершала регулярные поездки в Лондон и Москву и проявила интерес к российско-британским дипломатическим и торговым отношениям раннего нового времени, ставшим её профильным предметом. Её первые статьи по этой теме появились на французском и русском языках в 1912 году. Она также писала о голландских и французских отношениях с Россией.
Она была единственной женщиной, выступившей на Международном конгрессе исторических исследований в Лондоне в 1913 году, прочитав доклад под названием «Переписка королевы Елизаветы с русскими царями». Он был опубликован в The American Historical Review в 1914 году и описывал, как англичане случайно вступили в контакт с русскими в 1553 году, когда корабль «Эдуард Бонавентура» был вынужден искать убежища на северном побережье России из-за погодных условий, что привело к контакту английского экипажа с придворными Ивана Грозного, образованию Московской компании и дипломатическим контактам между Иваном I и Елизаветой I.
Более поздние статьи исследовали эту тему на протяжении шестнадцатого и семнадцатого веков с дипломатической и торговой точек зрения, выявляя влияние одного на другое в укреплении или ослаблении связей между Англией и Россией. Серия статей во французских исторических журналах исследовала различные классы людей, путешествовавших в Россию, и их деятельность там.
В 1916 году она была иностранным корреспондентом и переводчиком в Главном Петербургском ботаническом саду, а затем преподавала и читала лекции в различных учреждениях, включая Центрархив. В 1923 году она приняла участие в пятом Международном конгрессе исторических наук в Брюсселе, а в 1925 году отправилась в Латвию, Германию, Францию и Англию, чтобы изучить там методы архивирования и получить архивные материалы.
Её здоровье начало ухудшаться с 1926 года, но она продолжала занимать научные должности в научных учреждениях России, в частности в Академии наук, об основании и истории которой она опубликовала ряд статей. В марте 1942 года она поступила в Санкт-Петербургский филиал Института истории, а в июле того же года была эвакуирована в Елабугу, затем в Ташкент, где проработала до 1944 года.
Она была награждена медалями «За оборону Ленинграда» и «За доблестный труд в Великой Отечественной войне 1941—1945 гг.».
Любименко вышла на пенсию в 1952 году. Она написала очерки по истории Санкт-Петербурга для сборника по истории города, вышедшего в 1955 году, и редактировала главы первого тома истории АН.
Она умерла в Санкт-Петербурге 15 января 1959 года.

## Основные труды
- Jean de Bretagne, comte de Richmond. Sa vie et son activité en Angleterre, en Ecosse et en France (1266-1334). Lille, 1908. 160 с.
- Английская торговая компания в России в XVI в. // Историческое обозрение. Т. 16. СПб., 1911. С. 1—23.
- Проекты англо-русского союза в XVI и XVII вв. // Исторические известия. 1916. № 3-4. С. 29-53.
- Новые формы научной работы в Англии // Научный работник. 1927, № 7-8. С. 61-71.
- Les relations commerciales et politiques de 1’Angleterre avec la Russie avant Pierre le Grand. Paris, 1933. 310 с.
- Основание Академии наук (совм. с А. В. Предтеченским) // История Академии наук. M.; Л., 1958. Т. I. С. 30-36.